# Kim Dong-moon
Kim Dong-moon (koreanisch 김동문; * 22. September 1975) ist ein südkoreanischer Badmintonspieler.

## Karriere
2000 wurde Kim Dong-moon zusammen mit Ha Tae-kwon Sieger im Herrendoppel bei den Swiss Open. Auch das Mixed der Swiss Open 2000 gewann er zusammen mit Ra Kyung-min. Die Swiss Open 2002 wurde von ihm und Ra Kyung-min im Mixed als Sieger beendet. Kim gewann zusammen mit Ra Kyung-min ebenfalls das Mixed der German Open 2003 und der Swiss Open 2004.
Kim spielte bei Olympia 2004 im Männerdoppel mit seinem Partner Ha Tae-kwon. In der ersten Runde hatten sie ein Freilos und bezwangen in der zweiten Runde Robert Mateusiak und Michał Łogosz aus Polen. Im Viertelfinale schlugen Kim und Ha Zheng Bo und Sang Yang aus China mit 15:7 und 15:11. Sie gewannen das Halbfinale gegen Eng Hian und Flandy Limpele aus Indonesien mit 15:8, 15:2 und schlugen im Finale ihre koreanischen Landsmänner Lee Dong-soo und Yoo Yong-sung und gewannen so die Goldmedaille.
Kim startete mit Ra Kyung-min ebenfalls im Mixed bei Olympia 2004. In der ersten Runde hatten sie ein Freilos, in der zweiten Runde schlugen sie Chris Bruil und Lotte Bruil aus den Niederlanden. Im Viertelfinale unterlagen Kim und Ra gegen Jonas Rasmussen und Rikke Olsen aus Dänemark mit 17:14, 15:8.

## Sportliche Erfolge
| Saison | Veranstaltung            | Disziplin    | Platz | Name                           |
| ------ | ------------------------ | ------------ | ----- | ------------------------------ |
| 1995   | Canadian Open            | Mixed        | 1     | Kim Dong-moon / Gil Young-ah   |
| 1995   | Malaysia Open            | Mixed        | 1     | Kim Dong-moon / Gil Young-ah   |
| 1995   | US Open                  | Mixed        | 1     | Kim Dong-moon / Gil Young-ah   |
| 1996   | Japan Open               | Mixed        | 2     | Kim Dong-moon / Gil Young-ah   |
| 1996   | Olympia                  | Mixed        | 1     | Kim Dong-moon / Gil Young-ah   |
| 1996   | US Open                  | Mixed        | 1     | Kim Dong-moon / Chung So-young |
| 1997   | China Open               | Mixed        | 1     | Kim Dong-moon / Ra Kyung-min   |
| 1997   | US Open                  | Herrendoppel | 1     | Ha Tae-kwon / Kim Dong-moon    |
| 1997   | US Open                  | Mixed        | 1     | Kim Dong Moon / Ra Kyung-min   |
| 1998   | Swedish Open             | Mixed        | 1     | Kim Dong-moon / Ra Kyung-min   |
| 1998   | Japan Open               | Mixed        | 1     | Kim Dong-moon / Ra Kyung-min   |
| 1998   | Asienmeisterschaft       | Mixed        | 1     | Kim Dong-moon / Ra Kyung-min   |
| 1998   | Asienspiele              | Mixed        | 1     | Kim Dong-moon / Ra Kyung-min   |
| 1998   | Japan Open               | Herrendoppel | 5     | Ha Tae-Kwon / Kim Dong-Moon    |
| 1998   | All England              | Mixed        | 1     | Kim Dong-moon / Ra Kyung-min   |
| 1999   | Asienmeisterschaft       | Herrendoppel | 1     | Ha Tae-kwon / Kim Dong-moon    |
| 1999   | Asienmeisterschaft       | Mixed        | 1     | Kim Dong-moon / Ra Kyung-min   |
| 1999   | Japan Open               | Mixed        | 3     | Kim Dong-moon / Ra Kyung-min   |
| 1999   | Australian International | Herrendoppel | 1     | Kim Dong-moon / Yoo Yong-sung  |
| 1999   | All England              | Herrendoppel | 3     | Ha Tae-Kwon / Kim Dong-moon    |
| 1999   | China Open               | Herrendoppel | 1     | Ha Tae-kwon / Kim Dong-moon    |
| 1999   | Korea Open               | Mixed        | 1     | Kim Dong-moon / Ra Kyung-min   |
| 1999   | Singapur Open            | Mixed        | 1     | Kim Dong-moon / Ra Kyung-min   |
| 1999   | Swedish Open             | Herrendoppel | 1     | Ha Tae-kwon / Kim Dong-moon    |
| 1999   | Swedish Open             | Mixed        | 1     | Kim Dong-moon / Ra Kyung-min   |
| 1999   | Japan Open               | Herrendoppel | 1     | Ha Tae-kwon / Kim Dong-moon    |
| 2000   | Swiss Open               | Herrendoppel | 1     | Ha Tae-kwon / Kim Dong-moon    |
| 2000   | All England              | Herrendoppel | 1     | Ha Tae-kwon / Kim Dong-moon    |
| 2000   | All England              | Mixed        | 1     | Kim Dong-moon / Ra Kyung-min   |
| 2000   | Korea Open               | Mixed        | 1     | Kim Dong-moon / Ra Kyung-min   |
| 2000   | Olympia                  | Mixed        | 5     | Kim Dong-moon / Ra Kyung-min   |
| 2000   | Olympia                  | Herrendoppel | 3     | Kim Dong-moon / Ha Tae-kwon    |
| 2000   | Swiss Open               | Mixed        | 1     | Kim Dong-moon / Ra Kyung-min   |
| 2001   | Weltmeisterschaft        | Mixed        | 2     | Kim Dong-moon / Ra Kyung-min   |
| 2001   | Korea Open               | Herrendoppel | 1     | Ha Tae-kwon / Kim Dong-moon    |
| 2001   | Weltmeisterschaft        | Herrendoppel | 2     | Ha Tae Kwon / Kim Dong-moon    |
| 2001   | Asienmeisterschaft       | Mixed        | 1     | Kim Dong-moon / Ra Kyung-min   |
| 2001   | Hongkong Open            | Mixed        | 1     | Kim Dong-moon / Ra Kyung-min   |
| 2001   | Korea Open               | Mixed        | 1     | Kim Dong-moon / Ra Kyung-min   |
| 2001   | China Open               | Herrendoppel | 5     | Ha Tae Kwon / Kim Dong Moon    |
| 2002   | All England              | Herrendoppel | 1     | Ha Tae-kwon / Kim Dong-moon    |
| 2002   | All England              | Mixed        | 1     | Kim Dong-moon / Ra Kyung-min   |
| 2002   | Asienmeisterschaft       | Herrendoppel | 1     | Ha Tae-kwon / Kim Dong-moon    |
| 2002   | Denmark Open             | Herrendoppel | 1     | Ha Tae-kwon / Kim Dong-moon    |
| 2002   | Asienspiele              | Mixed        | 1     | Kim Dong-moon / Ra Kyung-min   |
| 2002   | Korea Open               | Mixed        | 1     | Kim Dong-moon / Ra Kyung-min   |
| 2002   | Denmark Open             | Mixed        | 1     | Kim Dong-moon / Hwang Yu-mi    |
| 2002   | Swiss Open               | Mixed        | 1     | Kim Dong-moon / Ra Kyung-min   |
| 2002   | Korea Open               | Herrendoppel | 1     | Ha Tae-kwon / Kim Dong-moon    |
| 2002   | Chinese Taipei Open      | Herrendoppel | 1     | Ha Tae-kwon / Kim Dong-moon    |
| 2002   | Dutch Open               | Mixed        | 1     | Kim Dong-moon / Lee Kyung-won  |
| 2002   | Singapur Open            | Mixed        | 1     | Kim Dong-moon / Ra Kyung-min   |
| 2002   | Dutch Open               | Herrendoppel | 1     | Ha Tae-kwon / Kim Dong-moon    |
| 2003   | Chinese Taipei Open      | Herrendoppel | 1     | Ha Tae-kwon / Kim Dong-moon    |
| 2003   | Hongkong Open            | Mixed        | 1     | Kim Dong-moon / Ra Kyung-min   |
| 2003   | Malaysia Open            | Herrendoppel | 1     | Kim Dong-moon / Lee Dong-soo   |
| 2003   | Korea Open               | Mixed        | 1     | Kim Dong-moon / Ra Kyung-min   |
| 2003   | Chinese Taipei Open      | Mixed        | 1     | Kim Dong-moon / Ra Kyung-min   |
| 2003   | China Open               | Herrendoppel | 5     | Ha Tae-Kwon / Kim Dong-Moon    |
| 2003   | Malaysia Open            | Mixed        | 1     | Kim Dong-moon / Ra Kyung-min   |
| 2003   | Indonesia Open           | Mixed        | 1     | Kim Dong-moon / Ra Kyung-min   |
| 2003   | Denmark Open             | Herrendoppel | 1     | Ha Tae-kwon / Kim Dong-moon    |
| 2003   | Singapur Open            | Mixed        | 1     | Kim Dong-moon / Ra Kyung-min   |
| 2003   | German Open              | Mixed        | 1     | Kim Dong-moon / Ra Kyung-min   |
| 2003   | Weltmeisterschaft        | Herrendoppel | 17    | Ha Tae-kwon / Kim Dong-moon    |
| 2003   | Dutch Open               | Herrendoppel | 1     | Ha Tae-kwon / Kim Dong-moon    |
| 2003   | Denmark Open             | Mixed        | 1     | Kim Dong-moon / Ra Kyung-min   |
| 2003   | Korea Open               | Herrendoppel | 1     | Ha Tae-kwon / Kim Dong-moon    |
| 2003   | Dutch Open               | Mixed        | 1     | Ra Kyung-min / Kim Dong-moon   |
| 2003   | Weltmeisterschaft        | Mixed        | 1     | Kim Dong-moon / Ra Kyung-min   |
| 2004   | Olympia                  | Mixed        | 5     | Kim Dong-moon / Ra Kyung-min   |
| 2004   | Swiss Open               | Mixed        | 1     | Kim Dong-moon / Ra Kyung-min   |
| 2004   | Olympia                  | Herrendoppel | 1     | Kim Dong-moon / Ha Tae-kwon    |
| 2004   | All England              | Mixed        | 1     | Kim Dong-moon / Ra Kyung-min   |
| 2004   | Japan Open               | Herrendoppel | 1     | Ha Tae-kwon / Kim Dong-moon    |
| 2004   | Asienmeisterschaft       | Mixed        | 1     | Kim Dong-moon / Ra Kyung-min   |
| 2004   | Korea Open               | Mixed        | 1     | Kim Dong-moon / Ra Kyung-min   |